# Angantyrs rojr

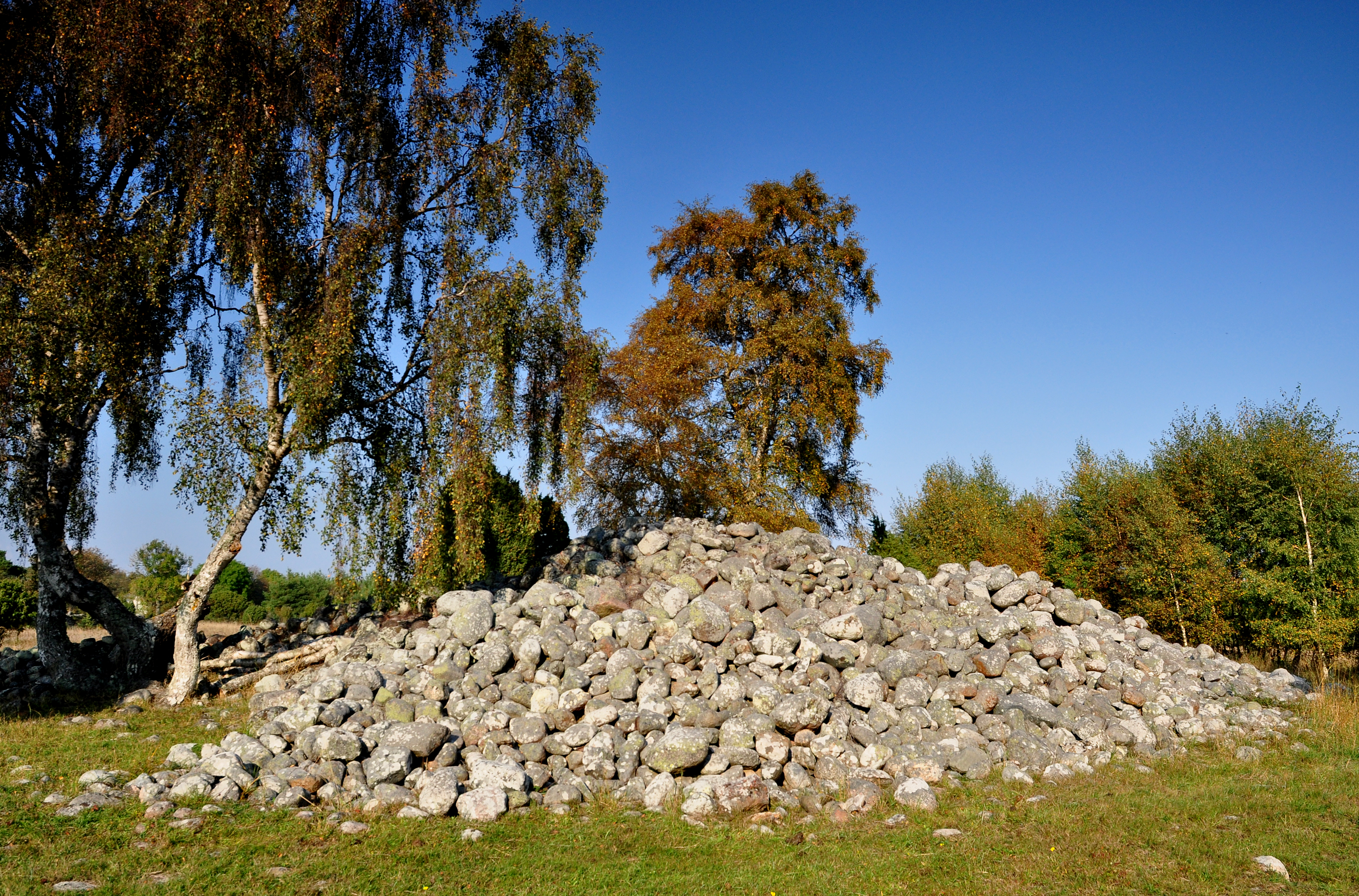
Angantyr rör

Die Angantyrs rojr ist eine Röse am Gansviken im Kirchspiel Grötlingbo nahe der Südspitze der schwedischen Insel Gotland. Der Namensgeber Angantyr ist nicht eindeutig zuzuordnen. Der Steinhügel hat einen Durchmesser von 29,0 und eine Höhe von 2,7 Metern. Damit gehört er zu den so genannten Storrösen; von diesen finden sich zehn besonders große Exemplare auf Gotland.
Die Röse wurde im Jahr 1826 von Nils Johan Ekdahl (1799–1870) untersucht, der für die Schäden in der Mitte der Röse und im westlichen Bereich verantwortlich ist. In diesen Bereichen ist die Röse bis auf den Boden abgetragen worden. Ekdahl fand im Hügel eine Steinkiste, die verbrannte Knochen und einen Bronzedolch enthielt. Der Dolch konnte in die ältere Bronzezeit (1500–1000 v. Chr.) datiert werden. Um den Steinhügel verläuft ein beschädigter Steinkreis aus verhältnismäßig großen Blöcken.